# Satan 666
Pour les articles homonymes, voir Satan (homonymie).
Satan 666 (666～サタン～, Roku-Roku-Roku Satan), aussi appelé O-Parts Hunter, est un manga de type shōnen créé par Seishi Kishimoto. Il a été prépublié par Square Enix dans le magazine Monthly Shōnen Gangan, et a été compilé en un total de 19 tomes depuis février 2008.
En France, la série est éditée par Kurokawa, et les 19 tomes ont été publiés depuis décembre 2008.

## Synopsis
« Ici est la sagesse. Que celui qui a de l’intelligence, compte le nombre de la bête ; car c’est un nombre d’homme, et son nombre est six cent soixante-six. » (Nombre de la Bête dans l'Apocalypse de Saint Jean, dernier livre du Nouveau Testament)
Il y avait autrefois une très ancienne civilisation dont les restes, les O-Parts, offraient à certains humains des pouvoirs inimaginables, ces hommes et femmes spéciaux ayant le pouvoir de déclencher le pouvoir de ces O-Parts sont appelés O-Part
Tacticien (OPT). Une légende court à propos d'un homme qui pourrait retourner la puissance de ses pouvoirs contre son utilisateur. Cet homme aurait un chiffre gravé sur le front : 666.
Un jour, une jeune fille nommée « Ruby Crescent », dont le rêve est de devenir chasseuse d'O-Parts aussi renommée que son père, Zeckt Crescent, se voit sauvée par un jeune garçon OPT très puissant qui se trouve être possédé par l’esprit de Satan : Jio Fleed. Ce garçon a pour rêve de conquérir le monde.
Satan 666 retrace les aventures d'un jeune garçon appelé « Jio Fleed » dans sa quête de conquérir le monde. Jio est un enfant rejeté depuis sa plus jeune enfance. En effet, depuis son plus jeune âge, d’étranges évènements seraient liés à sa présence : Jio est en fait possédé par le plus puissant démon de la Cabale inversée : Satan. Jio ne le sait pas et le découvrira au fur et à mesure de son voyage.

## Univers
Askald est un monde où les chasseurs de trésors de tout horizon s'affrontent pour retrouver les O-Parts, ces trésors, restes d'une
civilisation aujourd'hui disparue…

## Personnages
- Jio Fleed (ジオ フリード, Jio Furīdo?) : C'est le héros du manga. Il ne fait confiance à personne et accepte tout travail du moment qu'il est payé. Cependant, il s'adresse toujours poliment aux gens. Mélancolique et solitaire sous ses airs courageux et indépendant, il souffre depuis l'enfance de la présence de Satan dans son corps et a du mal à admettre son affection pour qui que ce soit.
- Ruby Crescent (ルビィ クレセント, Rubi Kuresento?) : Elle aime bien sermonner les gens. Fille dotée d’une forte personnalité, elle sait reconnaitre ses torts lorsqu'il y a lieu de le faire. Elle est très jolie, et peut paraître parfois très masculine dans ses attitudes. Elle est capable de lire d'anciennes écritures et est prête à tout pour aider Jio.
- Cross Bianchina (クロス ビアンキーナ, Kurosu Biankīna?) : Sous ses airs angéliques et sa foi profonde, Cross masque une haine viscérale envers Satan, qui a tué sa petite sœur Lily. Prêt à tout pour la venger, son spirit est extrêmement puissant.
- Ball (ボール, Bōru?) : Ce mini-Bob Marley à dreadlocks est de nature peureuse, mais sait parfois répondre présent dans les situations difficiles ou dangereuses. Il aime qu'on le remarque. Il aime énormément sa famille et ses amis.
- Kirin (キリン, Kirin?) : D'apparence calme et détachée, il adore jouer, même s'il a une conception assez personnelle du « jeu » ; il est expert en O-parts, bien que n'étant pas OPT. Il est en revanche passé maître dans l'art de manier le sabre. Il fait partie de la peuplade des Cyclops, le peuple originel de la planète bleu, et il a le don d'utiliser son troisième œil. Il faisait partie, comme Amidaba et Zeckt Crescent, du gouvernement de Stea, mais dans la section « Guardian ». Son frère est Kujaku, l'un des quatre grands généraux de Zenom.
- Amidaba (アミダバ, Amidaba?) : Malgré son âge respectable, Amidaba a gardé toute la fougue de ses vingt ans et un esprit de fin stratège ; en revanche, elle est légèrement affaiblie au combat. Dite l'« OPT caméléon », elle est un as du déguisement et de la dissimulation.

### O-Parts
Les O-Parts sont les restes d’une ancienne civilisation, ils peuvent prendre diverses formes et chacun renferme un pouvoir bien particulier qui ne peut être déclenché que par un 'O-Part Tacticien.